# Luiz Bonfá
Luiz Floriano Bonfá (Rio de Janeiro, 17 de outubro de 1922 — Rio de Janeiro, 12 de janeiro de 2001) foi um cantor, violonista e compositor brasileiro.
Foi incluído na lista 30 maiores ícones brasileiros da guitarra e do violão (Categoria: "Mestres Acústicos") da revista Rolling Stone Brasil, em 2012.

## Biografia
Carioca de nascimento e filho de imigrantes italianos, aprendeu sozinho, quando criança, a tocar violão. Aos 13 anos passou a ter aulas com o uruguaio Isaías Sávio. Essas aulas se tornaram muitos cansativas, pois tinha de sair de sua casa na periferia do Rio, andar uma grande porção do caminho a pé e depois pegar um bonde para Santa Teresa, onde morava o professor. Devido à extraordinária dedicação, Isaías não lhe cobrava pelas aulas.

## Carreira
Um dos integrantes do primeiro grupo de músicos da bossa nova, compositor de clássicos como "Manhã de Carnaval" e "Samba do Orfeu" (ambas com Antônio Maria). Na década de 1940 tocou na Rádio Nacional, ao lado de Garoto e participou de alguns conjuntos, como o Quitandinha Serenaders, até começar a carreira solo, como violonista. Teve atuação destacada como compositor e seus primeiros sucessos foram gravados por Dick Farney, em 1953. A peça "Orfeu da Conceição", de Vinicius de Moraes, foi um marco em sua carreira. Tocou violão na gravação do disco da peça em 1956 e, três anos depois, compôs algumas das faixas que compunham a trilha sonora do filme de Marcel Camus ("Orfeu do Carnaval") inspirado na peça. Participou do Festival de Bossa Nova no Carnegie Hall em Nova Iorque, em 1962. Sempre respeitado como compositor refinado e exímio violonista, uma de suas características era tocar fazendo amplo uso do recurso das cordas soltas, o que conferia uma sonoridade ampla e grandiosa. Gravou diversos discos nos Estados Unidos que não foram lançados no Brasil. O último deles, "Jacarandá", lançado em 1973, fechou um ciclo na carreira do violonista nos EUA, as vésperas de sua volta ao Brasil. Lançado pela gravadora americana Ranwood, Jacarandá teve arranjos e orquestração a cargo do pupilo Eumir Deodato. Voltou a gravar no Brasil no fim dos anos 1980 e anos 1990, lançando discos bem-sucedidos também nos Estados Unidos. "Almost In Love", composição sua, foi a única música brasileira gravada por Elvis Presley. Frank Sinatra, Sarah Vaughan, George Benson, Tony Bennett, Julio Iglesias, Diana Krall e Luciano Pavarotti são outros intérpretes que já cantaram suas músicas. Outros sucessos são "De Cigarro em Cigarro", "Correnteza" (em parceria com Tom Jobim), "The Gentle Rain", "Menina Flor", "Mania de Maria" e "Sem Esse Céu".
Diversas músicas de Luiz Bonfá foram sampleadas por grupos, músicos, MCs, rappers e DJs. "Bahia Soul" foi sampleada pela banda britânica Smoke City em  "Underwater Love". "Saudade Vem Correndo” foi sampleada em "Runnin' pelo grupo de hip hop americano The Pharcyde. Também presente na canção“Fallen” de Mýa e “Shampoo” de Iyla. "Jacarandá" foi sampleada pela banda brasileira de rap rock o Planet Hemp em "Se Liga". "Bonfá Nova" e "Ebony Samba (Alternate Take)" foram sampleadas pelo rapper brasileiro Marcelo D2 em respectivamente na"À Procura da Batida Perfeita" e "Batidas e Levadas". The Japanese DJ Nujabes sampled “In the Shade of the Mango Tree” on his track “Lady Brown”. "Seville" do LP de 1967, "Luiz Bonfá Plays Great Songs", foi sampleada em  "Somebody That I Used to Know",do músico belga-australiano Gotye. “Manhã de Carnaval” na canção de will.i.am “Smile Mona Lisa” . O rapper americano JPEGMafia sampleou "Saudade Vem Correndo" em "DIKEMBE!". 

## Discografia
- 1955 "luiz bonfá" (Continental LPP-21)[1]
- 1956 "de cigarro em cigarro" (Continental LPP-53)
- 1956 "Noite e Dia" (Continental LPP-3018)
- 1956 "Meia-Noite em Copacabana" (Polydor LPNG 4004)
- 1956 "Edu N.2" (Rádio 0036-V)
- 1956 "Orfeu da Conceição" (Odeon MODB-3056)
- 1957 "Alta Versatilidade" (Odeon MOFB-3003)
- 1957 "Violão Boêmio" (Odeon MOFB-3014)
- 1958 "Ritmo Continentais" (Odeon MOFB-3020)
- 1958 "Bonfafá" (MOFB-3047)
- 1958 "Luiz Bonfá e Silvia Telles" (BWB-1040)
- 1958 "Meu Querido Vioão" (Odeon MOFB-3076)
- 1959 "!Amor!" (Atlantic SD 8028)
- 1959 Black Orpheus (Philips 432.387 BE)
- 1959 "O Violão de Luiz Bonfá (Cook 1134)
- 1960 "A Voz e o Violão" (Odeon MOFB 3144)
- 1960 "Passeio no Rio" (Odeon BWB 1151)
- 1961 "Pery Ribeiro" (Odeon 7BD-1011)
- 1961 "luiz bonfá (Odeon 7BD-1017)
- 1961 "Pery Ribeiro e Seu Mundo de Canções Românticas (Odeon MOFB-3272)
- 1961 "Sócio de Alcova" (RCA LCD-1007)
- 1962 O Violão e o Samba (Odeon MOFB 3295)
- 1962 Le Roi de la Bossa Nova (Fontana 680.228ML)
- 1962 "Bossa Nova no Carnegie Hall" (Audio Fidelity AFLP 2101)
- 1962 "Luiz Bonfá Composer of Black Orpheus Plays and Sings Bossa Nova" (Verve V6-8522)
- 1962 "Le Ore Dell"Amore" (C.A.M.CEP.45-102)
- 1963 "Caterina Valente e Luiz Bonfá" (London LLN 7090)
- 1963 Jazz Samba Encore! (Verve V6-8523)
- 1963 "Recado Novo de Luiz Bonfá" (Odeon MOFB 3310)
- 1963 "Violão Boêmio vol. 2 (Odeon SMOFB 3360)
- 1964 Rio (Columbia CS 9115)
- 1965 "The Gentle Rain" (Mercury SR 61016)
- 1965 "Quincy Plays for Pussycats (Mercury SR 61050)
- 1965 "The Shadow of Your Smile" (Verve V6-8629)
- 1965 Braziliana (Philips PHS 600-199)
- 1965 "The New Sound of Brazil" (RCA LSP-3473)
- 1965 "The Movie Song Album" (Columbia CS 9272)
- 1965 The Brazilian Scene (Philips PHS 600-208)
- 1967 "Pour Un Amour Lointain" (United Artist 36.123 UAE)
- 1967 "Maria Toledo Sings the Best of Luiz Bonfa (United Artists UAS 6584)
- 1967 "Luiz Bonfá" (Dot DLP 25804)
- 1967 "Stevie & Eydie, Bonfá & Brazil (Columbia CS 9530)
- 1967 "Luiz Bonfa Plays Great Songs" (Dot DLP 25825)
- 1968 Black Orpheus Impressions (Dot DLP 25848)
- 1968 "Bonfá" (Dot DLP 25881)
- 1969 "My Way" (Reprise FS 1029)
- 1969 "I Got a Woman and Some Blues" (A&M SP-9-3025)
- 1970 The New Face of Bonfa (RCA LSP-4376)
- 1971 sanctuary (RCA LSP-4591)
- 1972 Introspection (RCA FSP-297)
- 1973 "Jacarandá" (Ranwood R-8112)
- 1978 Bonfá Burrows Brazil (Cherry Pie CPF 1045)
- 1989 Non-Stop to Brazil (Chesky JD29)
- 1992 The Bonfá Magic (Caju 511.404-2)
- 1992 "The Brazil Project" (Private Music 82101)
- 1992 "The Brazil Project" 2 (Private Music 82110)
- 2005 "Solo in Rio 1959" (Smithsonian Folkways SFW CD 40483)
- 2015 "Strange Message" (iTunes)